# روبی جوی گابریل
روبی جوی گابریل (انگلیسی: Ruby Joy Gabriel؛ زادهٔ ۲۲ نوامبر ۱۹۹۴) ورزشکار دو و میدانی زن اهل پالائو است که در بازی‌های میکرونزی در مجموع برندهٔ ۱ مدال نقره، ۱ مدال برنز شده‌است. گابریل در بازی‌های المپیک تابستانی ۲۰۱۲ نیز به رقابت پرداخت.